# Waterman

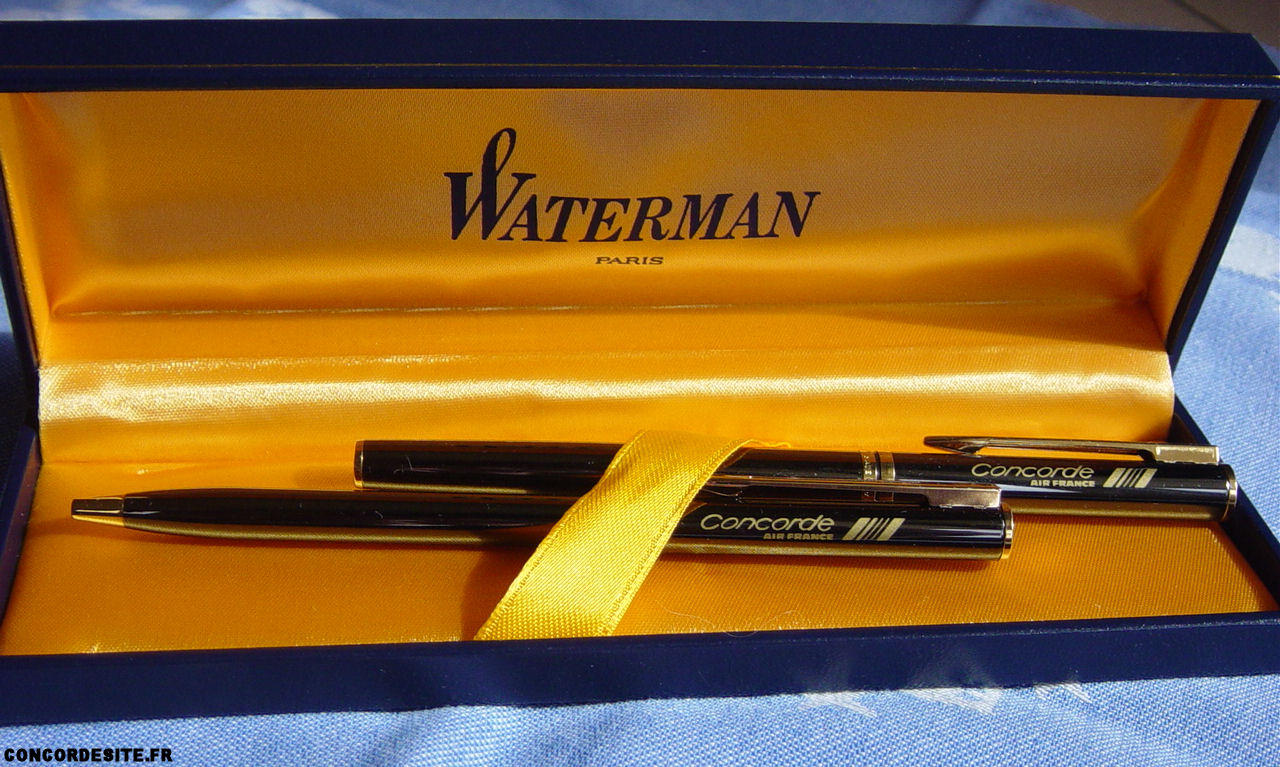
Waterman Concorde.

Waterman és el segon fabricant mundial de plomes estilogràfiques. És una empresa que produeix i comercialitza plomes estilogràfiques, bolígrafs, portamines i rollers. Fundada el 1883 a Nova York per Lewis Edson Waterman (20 de novembre de 1836 – 1 de maig de 1901), és una de les més antigues companyies fabricants de plomes que segueixen operatives.
La principal aportació de Waterman va ser el sistema d'ompliment mitjançant ranura lateral patentant el 1884. Basat en l'acció capil·lar (capil·laritat), la seva aplicació permet que la tinta flueixi al plomí de manera constant, eliminant el molest degoteig en escriure. La ploma Regular va ser la que va incorporar aquesta novetat.

## Història
Després de la mort del fundador el 1901, el seu nebot Frank D. Waterman es va fer càrrec de l'empresa, implantant-la a l'estranger i augmentant les vendes fins a assolir les 350.000 plomes a l'any. El 1904, va llançar la ploma «clip-cap», amb un clip reblat de seguretat que podia subjectar-se a la butxaca. El 1907, la Safety Pen retràctil destaca per la seva gran fiabilitat en la resistència al degoteig i, el 1913, es va inventar el sistema d'ompliment «per palanca i bossa».
El 1927, un investigador francès va inventar un cartutx de vidre per a la tinta (patentat el 1936) que va suposar una enorme transformació per al futur de la ploma estilogràfica. El 1953, Waterman va abandonar el cartutx de vidre i va inaugurar l'era dels cartutxos de tinta de plàstic, fet que va contribuir a popularitzar les plomes estilogràfiques.
Des de 1967, les plomes Waterman es fabriquen a la planta de Saint-Herblain, prop de Nantes, a França, on es produeixen prop de 5 milions d'unitats cada any. El 70% de la producció s'exporta a 110 països. El 2006, L. E. Waterman va ser inclòs al National Inventors Hall of Fame (Museu Nacional dels Grans Inventors).
L'empresa Waterman va ser adquirida per la societat Bic que va sortir a borsa el 1958 amb una fusió inversa; Bic vendria més tard la divisió Waterman.
Superant amb èxit el desafiament del bolígraf, va ser adquirida per The Gillette Company al març de 1987, que va augmentar les vendes totals en un 40% amb les seves agressives vendes a Amèrica del Nord i després venut a Sanford, una divisió de Newell Rubbermaid (ara coneguda com Newell Brands), juntament amb la Parker Pen Division, que Gillette va adquirir el 1993.